# الغياضة (المكلا)

تعديل مصدري - تعديل

الغياضة هي إحدى قرى عزلة المكلا بمديرية المكلا التابعة لمحافظة حضرموت، بلغ تعداد سكانها 585 نسمة حسب تعداد اليمن لعام 2004.